# Ceresium helleri
Ceresium helleri är en skalbaggsart som beskrevs av J. Linsley Gressitt 1940. Ceresium helleri ingår i släktet Ceresium och familjen långhorningar.
Artens utbredningsområde är Filippinerna. Inga underarter finns listade i Catalogue of Life.